# Steve Flanagan
Stephen Joseph Flanagan (Filadélfia, 24 de julho de 1878 – 6 de outubro de 1900) foi um pugilista americano, pretenso campeão mundial dos pesos-galos entre 1898 e 1900, que acabou falecendo em decorrência das lesões sofridas em combate contra Jimmy Devine.

## Biografia
Steve Flanagan começou a praticar boxe por volta do final de 1895, começo de 1896, tendo emplacado uma boa sequência de vitórias, até seu primeiro encontro contra o campeão mundial dos pesos-galos Jimmy Barry. Lutando seis assaltos contra Barry, Flanagan realizou uma boa exibição, porém acabou sendo derrotado nos pontos, de acordo com os jornais.
Em seguida, após novo tropeço diante de Fred Snyder, Flanagan conseguiu se manter invicto durante todo o ano de 1897, chegando então ao início de 1898, já pensando em conquistar títulos.
Reclamando para si o título mundial dos pesos-galos, após um empate contra Danny Dougherty, Flanagan passou a ser um contestador do título mundial de Jimmy Barry, que então concordou em ceder uma revanche à Flanagan. Novamente Flanagan e Barry duelaram por seis assaltos, ao término dos quais parecia que Flangan tinha se saído melhor, contudo, um empate acabou sendo o resultado final da luta.
Mantendo seu pretenso título mundial dos galos, entre 1898 e 1899, Flanagan travou três duelos interessantes contra Casper Leon, contra quem obteve dois empates e uma vitória. Nesse período, Flanagan também duelou intesamente contra o ascendente Harry Harris, a quem Flanagan infligiu a primeira derrota na carreira. Depois disso, Flanagan e Harris lutaram mais dois empates.
Então, já no começo de 1900, Flanagan tornou a se encontrar no ringue com seu antigo rival Danny Dougherty. Derrotado por Dougherty, mediante um nocaute no décimo assalto, Flanagan havia assim perdido seu pretenso título mundial. Dois meses mais tarde, uma nova revanche entre Dougherty e Flanagan se sucedeu, terminando em um empate, após seis rounds de luta.
Posteriormente, Flanagan realizou mais duas lutas, antes de seu fatal encontro contra Jimmy Devine. Realizada em outubro de 1900, essa luta entre Flanagan e Devine terminou no sexto, com Flanagan sendo nocauteado. Tragicamente, Flanagan perdeu a consciência após o nocaute, vindo a falecer no transcorrer do dia seguinte. Em seu atestado de óbito, a causa da morte registrada pelo médico legista foi uma hemorragia cerebral.